# Ljungsarp
Ljungsarp är en tätort i Tranemo kommun och kyrkbyn i Ljungsarps socken i Västergötland. Orten, som genomkorsas av länsväg 156 består huvudsakligen av villabebyggelse. I orten finns Ljungsarps kyrka och ett fotbollslag i division 6 Ulricehamn. Vid södra delen av Ljungsarp ligger sjöarna Stomsjön och Mörksjön.
Ljungsarps näringsliv domineras av tillverkningsindustrin. Från mitten av 1900-talet fanns flera mindre textilfabriker, numera har dock metallindustrin tagit över.

## Befolkningsutveckling
| Befolkningsutvecklingen i Ljungsarp 1975–2020 | Befolkningsutvecklingen i Ljungsarp 1975–2020 | Befolkningsutvecklingen i Ljungsarp 1975–2020 | Befolkningsutvecklingen i Ljungsarp 1975–2020 | Befolkningsutvecklingen i Ljungsarp 1975–2020 |
| --------------------------------------------- | --------------------------------------------- | --------------------------------------------- | --------------------------------------------- | --------------------------------------------- |
|                                               |                                               |                                               |                                               |                                               |
| År                                            |                                               |                                               | Folkmängd                                     | Areal (ha)                                    |
| 1975                                          | 1975                                          |                                               | 211                                           |                                               |
| 1980                                          | 1980                                          |                                               | 241                                           |                                               |
| 1990                                          | 1990                                          |                                               | 260                                           | 39                                            |
| 1995                                          | 1995                                          |                                               | 252                                           | 39                                            |
| 2000                                          | 2000                                          |                                               | 231                                           | 41                                            |
| 2005                                          | 2005                                          |                                               | 215                                           | 41                                            |
| 2010                                          | 2010                                          |                                               | 203                                           | 40                                            |
| 2015                                          | 2015                                          |                                               | 219                                           | 50                                            |
| 2020                                          | 2020                                          |                                               | 219                                           | 46                                            |
| Anm.: Ny tätort 1975                          |                                               |                                               |                                               |                                               |